# Myxochlamys
Myxochlamys är ett släkte av enhjärtbladiga växter. Myxochlamys ingår i familjen Zingiberaceae.
Kladogram enligt Catalogue of Life:
| Myxochlamys | \| \| Myxochlamys amphiloxa \| \| \| \| \| \| Myxochlamys mullerensis \| \| \| \| |
|             | \| \| Myxochlamys amphiloxa \| \| \| \| \| \| Myxochlamys mullerensis \| \| \| \| |
|             | Myxochlamys amphiloxa                                                             |
|             |                                                                                   |
|             | Myxochlamys mullerensis                                                           |
|             |                                                                                   |